# Дмитровский Погост
Дми́тровский Пого́ст — село в Московской области России. Входит в состав городского округа Шатура (до 2017 года — Шатурского района). Расположено в юго-восточной части Московской области в 1 км к западу от реки Ялмы. Население — 2261 человек (2010).
Село известно с 1637 года. День села отмечается в начале ноября.

## Название
В XVII веке упоминается как погост с церковью Дмитрия Солунского, в XVIII—XIX века на межевых картах и в официальных списках — погост Дмитриевский. Но уже в сборнике статистических сведений по Рязанской губернии 1887 года обозначен как село Дмитриевский погост, а с начала XX века закрепилось название село Дмитровский погост. Термин погост означает «церковь с кладбищем и с прилегающими дворами причта, расположенная в стороне от населённого пункта» или «селение вообще, как правило с церковью». Название погоста дано по церкви Димитрия Солунского.
В советское время предпринимались попытки сменить название села. В 1929 году был образован Дмитровский район с центром в Дмитровском Погосте. Район находился в составе Орехово-Зуевского округа Московской области. После упразднения в 1930 году округов в Московской области оказалось два Дмитровских района. В связи с этим Президиум Московского областного исполкома принимает постановление от 31.08.1930 года о переименовании села в Мюдовск и района в Мюдовский. Однако Президиум ВЦИК не утверил данное решение и принял своё постановление от 30.10.1930 года о переименовании района в Коробовский. Название села сохранилось.
Неофициальное и самое употребляемое название — Ко́робово.

## Физико-географическая характеристика

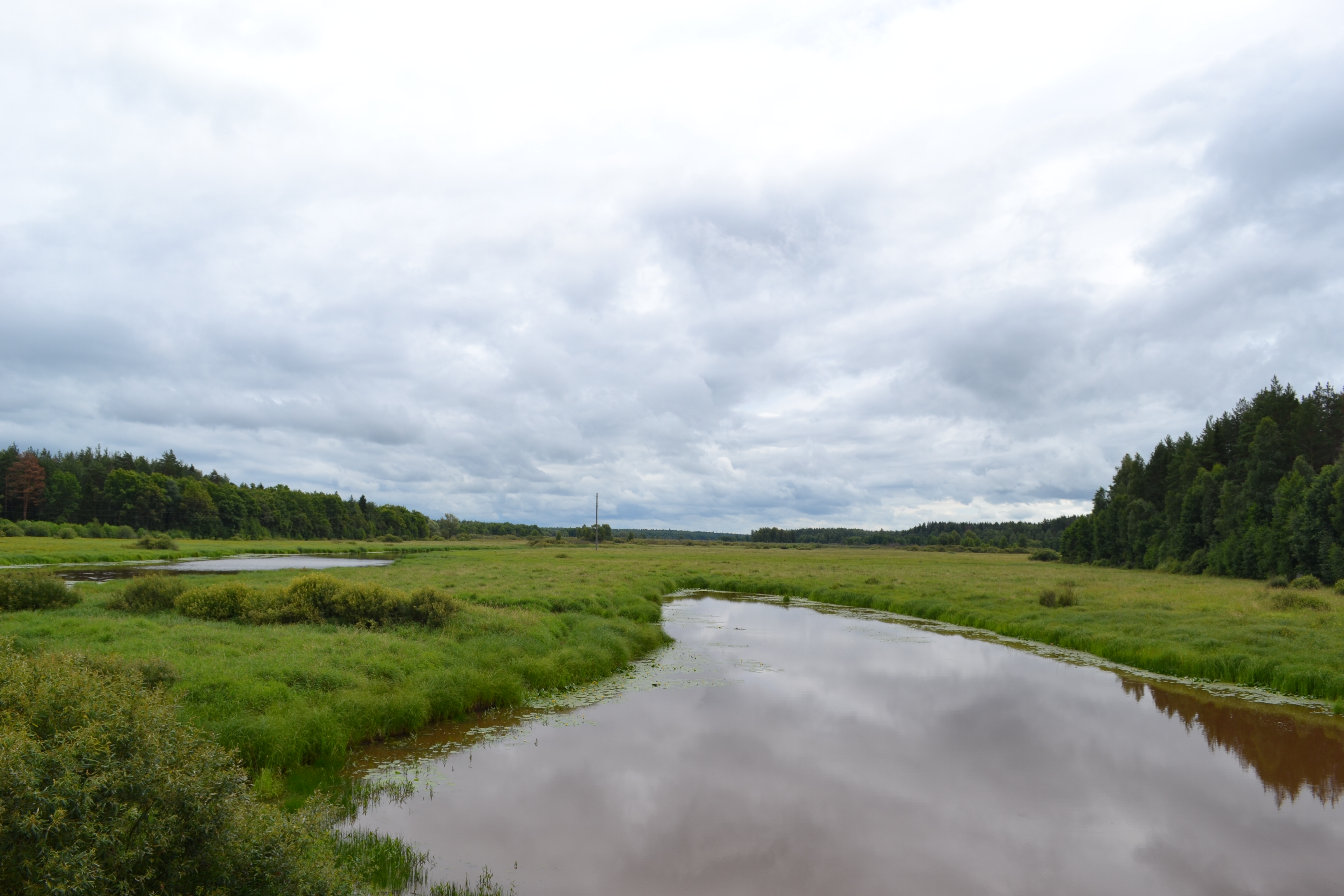
Река Ялма в окрестностях Дмитровского Погоста

Село расположено в пределах Мещёрской низменности, относящейся к Восточно-Европейской равнине, на небольшой возвышенности — Егорьевско-Касимовской гряде (высота 128 метров над уровнем моря). Рельеф местности равнинный. В 1 км от восточной окраины села протекает река Ялма, в 0,3 км к югу — небольшая речка, ранее на картах обозначавшаяся как Чисмура. В окрестностях села находятся участки торфоразработок 1930—1950-х гг., к северо-востоку — заказник (болото вдоль реки Ялмы). В 1 км к северу от села, около бывшего кирпичного завода, имеется родник.
Село состоит из 19 улиц — улица Горького, Гришина, Зелёная, Кирова, Ленина, Мира, Новая, Октябрьская, Орджоникидзе, Почтовая, Пролетарская, Рабочая, Родничек, Светлая, Совхозная, Усадьба МТМ, Фрунзе, Футбольная, Школьная; 2 переулков — Комсомольский и Чкаловский. Центральная площадь села, расположенная перед домом культуры, в 2014 году названа в честь Виктора Громова.
По автомобильной дороге расстояние до МКАД составляет около 150 км, до районного центра, города Шатуры, — 41 км, до города Спас-Клепики Рязанской области — 39 км. Ближайшие населённые пункты — деревни Митинская, непосредственно примыкающая к селу с западной стороны, и Коробовская в 0,3 км к югу от Дмитровского Погоста.
Село находится в зоне умеренно континентального климата с относительно холодной зимой и умеренно тёплым, а иногда и жарким, летом. В окрестностях села распространены дерново-подзолистые и торфяно-подзолистые почвы с преобладанием супеси и песков.
В селе, как и на всей территории Московской области, действует московское время.

## История
Существует предположение, что ещё в XV веке на месте погоста находилось древнее поселение Муромского княжества — Муромское сельцо. Оно упоминается в 1417 и 1423 годах в духовных грамотах великого князя Василия Дмитриевича как Селце, а также в духовной грамоте Василия II от 1461—1462 гг. как селцо Муромское.

### С XVII века до 1861 года
В писцовой книге Владимирского уезда 1637—1648 годов село упоминается как погост в Бабинской кромине волости Муромского сельца Владимирского уезда:

В Бабинской кромине погост на реке на Ялме да на речке на Чисмуре, а на погосте церковь Дмитрия Селунского древяна, верх шатром. Да другая церковь Святые Мученицы Параскевии нареченные Пятницы, древяная, клетцки. А в церквах образы и книги, и ризы, и на колокольнице колокола, и всякое строение мирское приходских людей. Да на погосте ж двор поп Яков Васильев. Двор поп Прохор Варфоломеев. Двор поп Назар Яковлев. Двор дьячок Герасимко Васильев. Двор пономарь Лукьянко Кузьмин. Двор просвирница Матреница Григорьева дочь. Двор нищая вдова Агафьица Федоровская жена Пономарева бродит помиру. Пашни церковные паханые середние земли и с отъезжею пашнею, что на починке Кочетихе и на Попове, пятьдесят чет в поле, а в дву по тому ж; сена около поль и на чертежке Степыгине пятьдесят пять копен. Да за рекою за Ялмою, в Погоровце, по болоту, сорок пять копен

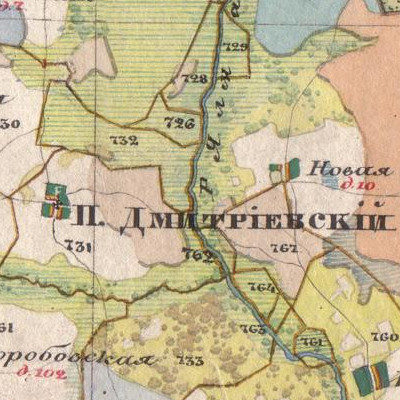
Дмитровский Погост на карте 1850 года

Во Владимирских писцовых книгах 1715 года в стане Муромского сельца и стане Ловчего Пути упоминается «церковь великомученика Дмитрия Солунского» с тремя дворами священнослужителей и одним — дьякона.
В результате губернской реформы 1708 года погост оказался в составе Московской губернии. После образования в 1719 году провинций погост вошёл во Владимирскую провинцию, а с 1727 года — во вновь восстановленный Владимирский уезд. В 1778 году образовано Рязанское наместничество (с 1796 года — губерния). Впоследствии вплоть до начала XX века погост входил в Егорьевский уезд Рязанской губернии.
В «Экономических примечаниях к плану генерального межевания Рязанской губернии» 1770 года погост описан следующим образом: «Дмитровский Погост с деревянной церковью великомученика Дмитрия Солунского. Пашни 111 десятин, под сенокосом 19 десятин, леса 79 десятин, а всего 224 десятины, владение священнослужителей».
К концу XVIII века Пятницкая церковь пришла в ветхость. В связи с этим в 1797—1803 гг. была построена новая церковь в честь Святой Живоначальной Троицы с Пятницким и Казанским приделами. В 1853 году началось строительство новой каменной церкви в честь великомученика Дмитрия Солунского с приделами Троицким и Казанским. В 1864 году строительство было завершено, и 26 октября церковь была освящена.
По сведениям 1859 года Дмитриевский (Димитрий Салынский) — погост 1-го стана Егорьевского уезда по левую сторону Касимовского тракта, при реке Варне (Ялме); на погосте имелась одна православная церковь.

### 1861—1917

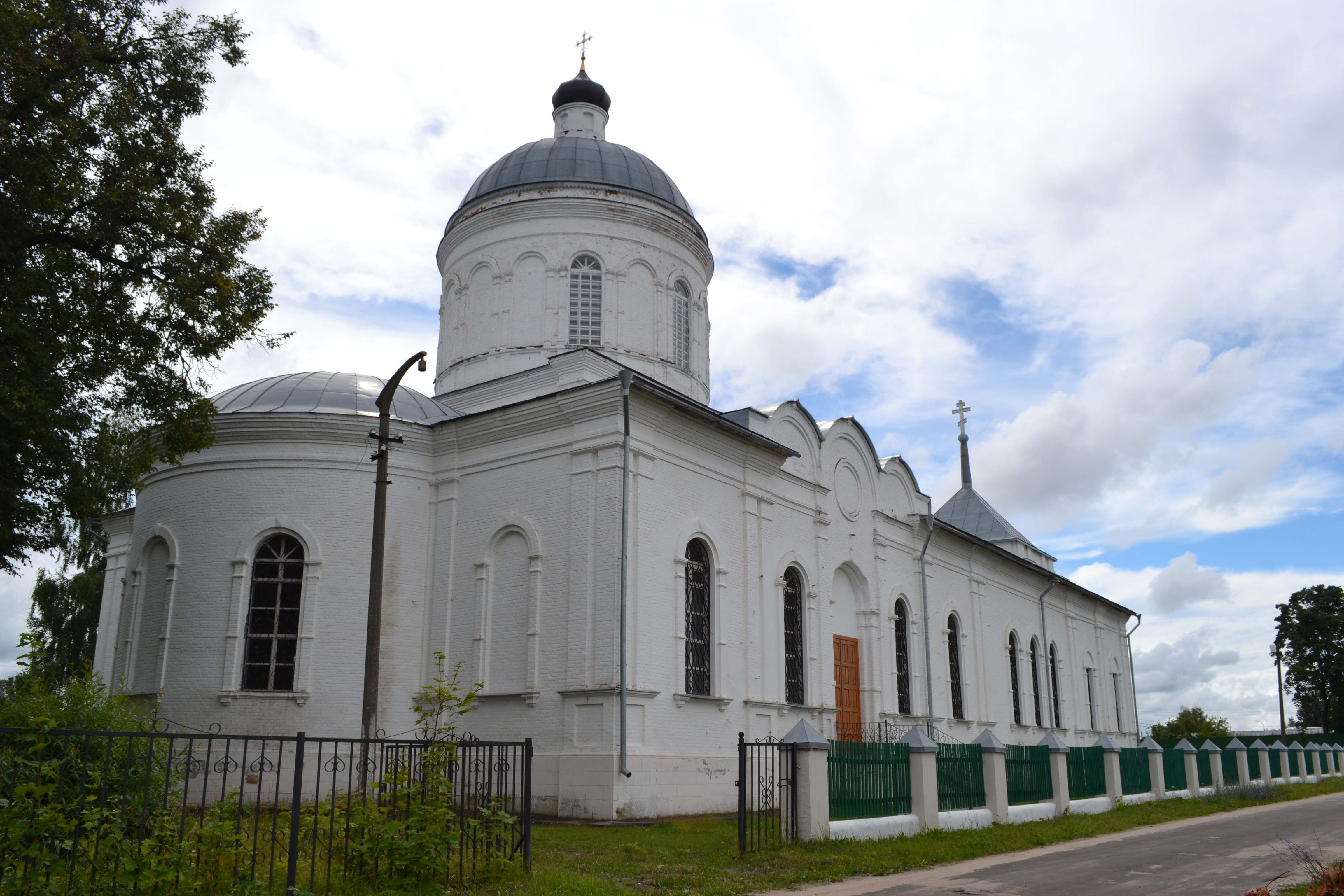
Церковь Великомученика Димитрия Солунского
(1853—1864)

После реформы 1861 года село Дмитровский Погост вошло в состав Коробовской волости Егорьевского уезда, став административным центром волости. В селе не было приписного крестьянского населения, поэтому сельское общество не было образовано.
В 1861 году местным священником открыто училище. Училище размещалось в церковной сторожке и содержалось за счёт средств, собранных с крестьян. В 1868 году в нём обучалось 60 мальчиков и 8 девочек.
Согласно Памятной книжке Рязанской губернии на 1868 год в селе имелись две церкви — каменная и деревянная, а также кирпичный завод.
В 1874 году на средства крестьян Коробовской волости были основаны Дмитриево-Погостьинское мужское и женское министерские училища.
В 1885 году в селе имелись две церкви, образцовое 2-хклассное мужское и одноклассное женское училища, из торговых и промышленных заведений — 2 оптовых винных склада, 4 ренсковых погреба, 4 трактира, 2 постоялых двора, 4 пекарни, 2 кузницы, синильня, а также 15 различных лавок (6 мануфактурных, 3 бакалейных, 1 юхотная, 1 с обувью и шорным товаром, 1 мелочная, 2 мясных и 1 чайная). Также в селе проводились базары.
В 1886 году в мужском училище обучалось 130 мальчиков из 24 близлежащих селений, а в женском — 28 девочек из 4 селений, при этом из самого села было всего 14 мальчиков и 17 девочек. В школах обучались дети из различных сословий — 138 крестьянских детей (87 % от всех учащихся), 15 из купцов и мещан, 4 из духовного сословия и 1 из разночинцев. Обучение производилось с 3 сентября по 20 мая (в женском училище по 25 мая). Школы занимали одноэтажные деревянные здания. В мужском училище был введён пятилетний курс обучения, а в женском — трёхлетний. В обеих школах имелись библиотеки, учреждённые на средства Министерства Народного Просвещения.
По данным 1905 года в селе было две церкви, гостиница, 4 постоялых двора, казённая винная лавка, 5 чайных лавок, одна ветряная мельница и одна мельница с керосиновым двигателем. Кроме того, в селе находилось волостное правление, почтовое отделение, образовательные учреждения Министерства Народного просвещения и земская больница.
В селе ежегодно проводились однодневные ярмарки — Спасская (1 августа), Дмитриевская (26 октября) и Троицкая (в день святой Троицы). Торговцы съезжались в основном из соседних селений — из города Егорьевска и села Туголеса Егорьевского уезда, а также из села Спас-Клепики Рязанского уезда. Торговали мануфактурными, кожевенными, бакалейными и хозяйственными товарами.

### 1917—1991
После Октябрьской революции 1917 года село вошло в Митинский сельсовет. В 1922 году в результате ряда административно-территориальных реформ сельсовет оказался в составе Дмитровской волости Егорьевского уезда Московской губернии. В 1925 году Митинский сельсовет вошёл в состав Коробовского сельсовета, но уже в 1926 году был выделен самостоятельный Дмитровский сельсовет.
В 1919 году в селе образован совхоз «Восход».
По данным на 1926 год в селе находился волисполком, волостная милиция (волмилиция), единое потребительское общество (ЕПО), кредитное товарищество, агропункт и почтово-телеграфное агентство. Также в селе имелась школа 1-й ступени, больница и ветлечебница.

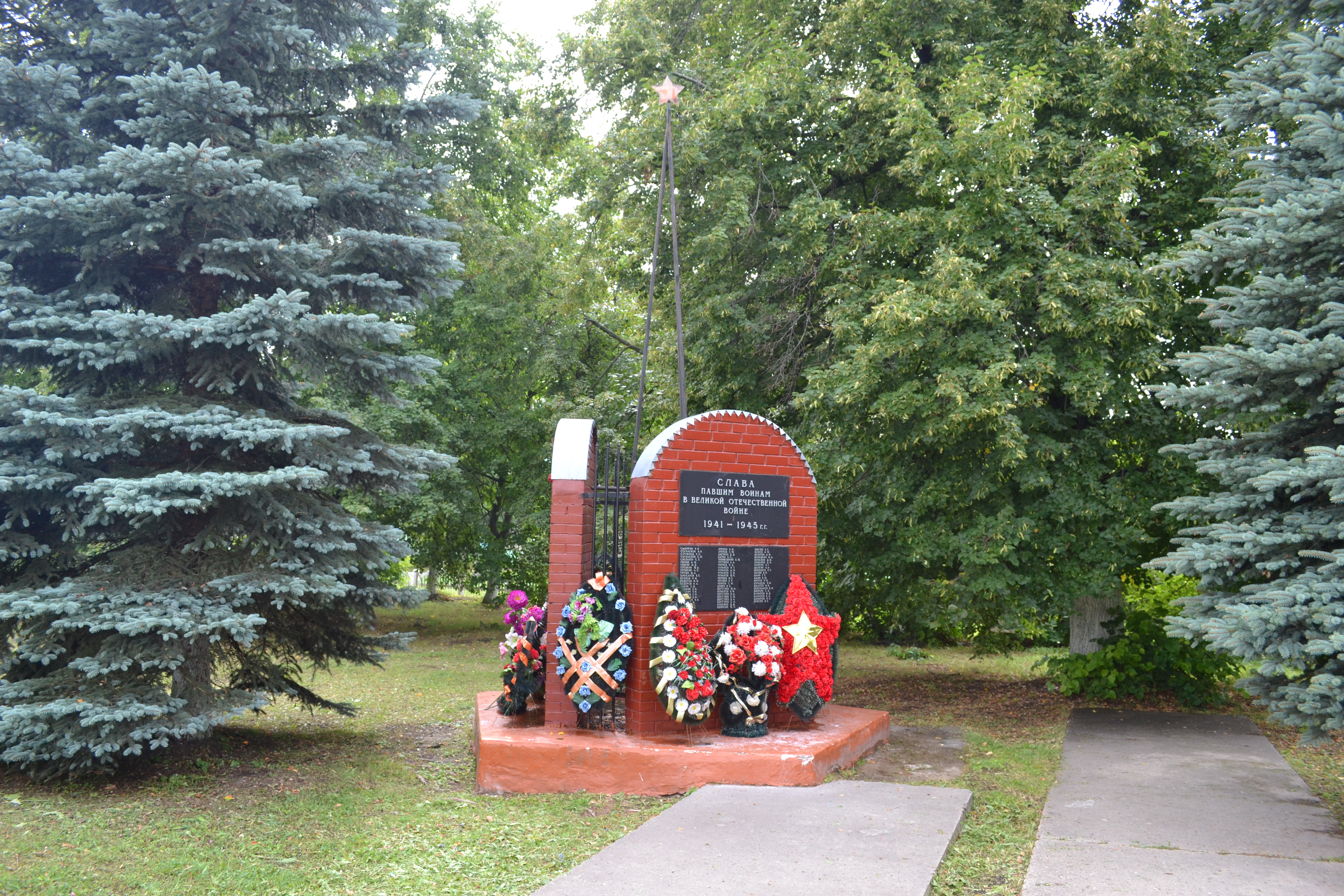
Мемориал Великой Отечественной войны

В ходе реформы административно-территориального деления СССР в 1929 году Дмитровский сельсовет был объединён с Кузьминским в Митинский сельсовет, который вошёл в состав Дмитровского района Орехово-Зуевского округа Московской области. Село стало центром района. В 1930 году округа были упразднены, а Дмитровский район переименован в Коробовский.
В 1930-х годах колокольня Дмитровского храма, высотой 33 сажени, была разрушена до основания, а в храме разместился Дом культуры. В конце 1930-х годов жертвами политических репрессий стали пять уроженцев и жителей села.
Шестнадцать уроженцев села были награждены боевыми орденами и медалями Великой Отечественной войны.
В 1954 году Митинский сельсовет переименован в Дмитровский.
3 июня 1959 года Коробовский район был упразднён, Дмитровский сельсовет передан Шатурскому району.
С конца 1962 года по начало 1965 года Дмитровский Погост входил в Егорьевский укрупнённый сельский район, созданный в ходе неудавшейся реформы административно-территориального деления, после чего село в составе Шараповского сельсовета вновь передано в Шатурский район.

### С 1991 года
В 1994 году в соответствии с новым положением о местном самоуправлении в Московской области Дмитровский сельсовет был преобразован в Дмитровский сельский округ. В 2005 году в результате очередной муниципальной реформы образовано сельское поселение Дмитровское, центром которого стало село Дмитровский Погост.
29 декабря 2005 в селе Дмитровский Погост сгорел психоневрологический диспансер. В огне погибли семь пациентов, двенадцать получили серьёзные ожоги.
С 2006 до 2017 год Дмитровский Погост был административным центром сельского поселения Дмитровское Шатурского муниципального района.

## Население
| 1715  | 1859  | 1868  | 1885  | 1905  | 1926 |
| ----- | ----- | ----- | ----- | ----- | ---- |
| 14    | ↗62   | ↗63   | ↗237  | ↗350  | ↗369 |
| 1970  | 1993  | 2002  | 2006  | 2010  |      |
| ↗1500 | ↗2830 | ↘2526 | ↗2806 | ↘2261 |      |

Первые сведения о жителях села встречаются в писцовой книге Владимирского уезда 1637—1648 гг., в которой учитывалось только податное мужское население (крестьяне и бобыли). На погосте было три двора священнослужителей, три двора церковнослужителей и один двор, в котором проживала вдова пономоря, всего в них проживало 5 мужчин.
Число дворов и жителей: в 1715 году — 4 двора, 14 чел.; в 1859 году — 8 дворов, 32 муж., 30 жен.; в 1868 году — 18 дворов, 24 муж., 39 жен.
После того, как село стало волостным центром численность жителей начала увеличиваться. В 1885 году в селе не было приписного крестьянского населения, а проживало 47 семей, принадлежащих к разным сословиям: 14 духовного звания, 5 купеческих, 14 мещанских, 9 крестьянских, а также по одной семье солдатской, почетного гражданина, фельдшера, доктора и акушерки. Всего в селе проживало 237 человек (48 дворов, 110 муж., 127 жен.), из 47 домохозяев 22 не имели своего двора, а у 13 было два и более дома.
В 1905 году в селе проживало 350 человек (65 дворов, 170 муж., 180 жен.). В течение XX века численность жителей села стабильно увеличивалась, но с 1990-х годов наблюдается уменьшение населения: в 1926 году — 71 двор, 369 чел. (153 муж., 216 жен.); в 1970 году — 378 дворов, 1500 чел.; в 1993 году — 273 двора, 2830 чел.; в 2002 году — 2526 чел. (1090 муж., 1436 жен.).
По результатам переписи населения 2010 года в деревне проживало 2261 человек (1002 муж., 1259 жен.), из которых трудоспособного возраста — 1433 человека, старше трудоспособного — 550 человек, моложе трудоспособного — 278 человек. Жители села по национальности в основном русские (по переписи 2002 года — 97 %).

## Социальная инфраструктура
В селе имеются несколько магазинов, в том числе розничный магазин сети Дикси, дом культуры, библиотека и операционная касса отделения «Сбербанка России». Медицинское обслуживание жителей села обеспечивают Коробовская амбулатория и участковая больница, а также Шатурская центральная районная больница. В Дмитровском Погосте расположено отделение скорой медицинской помощи. В селе функционирует Коробовский лицей, детская школа искусств и детский сад № 29 «Теремок». Село электрифицировано и газифицировано (с 2006 года), имеется центральное водоснабжение.
В селе имеется футбольная команда «Коробово».
Пожарную безопасность в селе обеспечивают пожарные части № 275 (пожарные посты в селе Дмитровский Погост и деревне Евлево), № 295 (пожарные посты в посёлке санатория «Озеро Белое» и селе Пышлицы) и № 292 (в посёлке Осаново-Дубовое).
Для захоронения умерших жители Дмитровского Погоста, как правило, используют кладбище, расположенное около села.

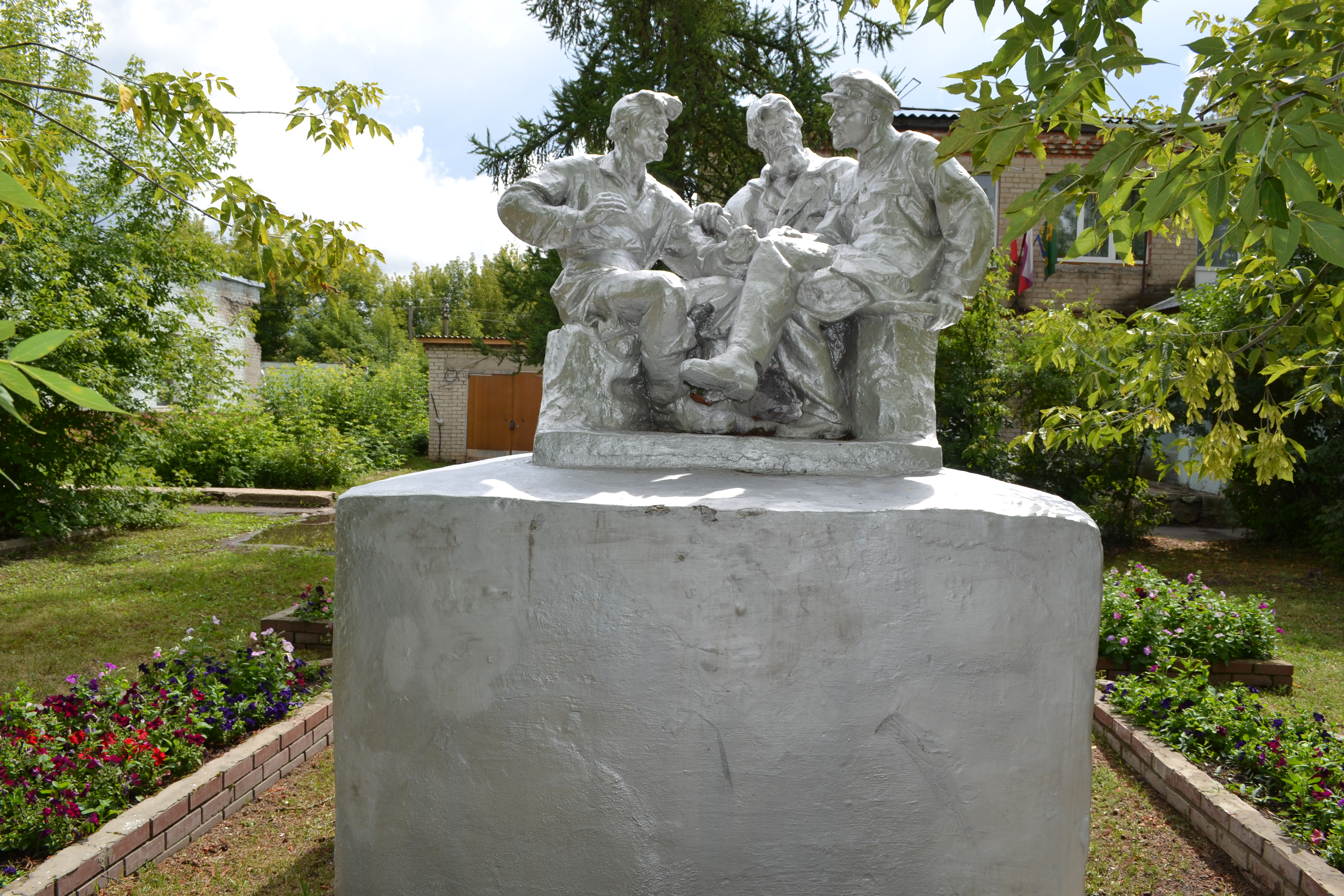
Памятник у здания администрации
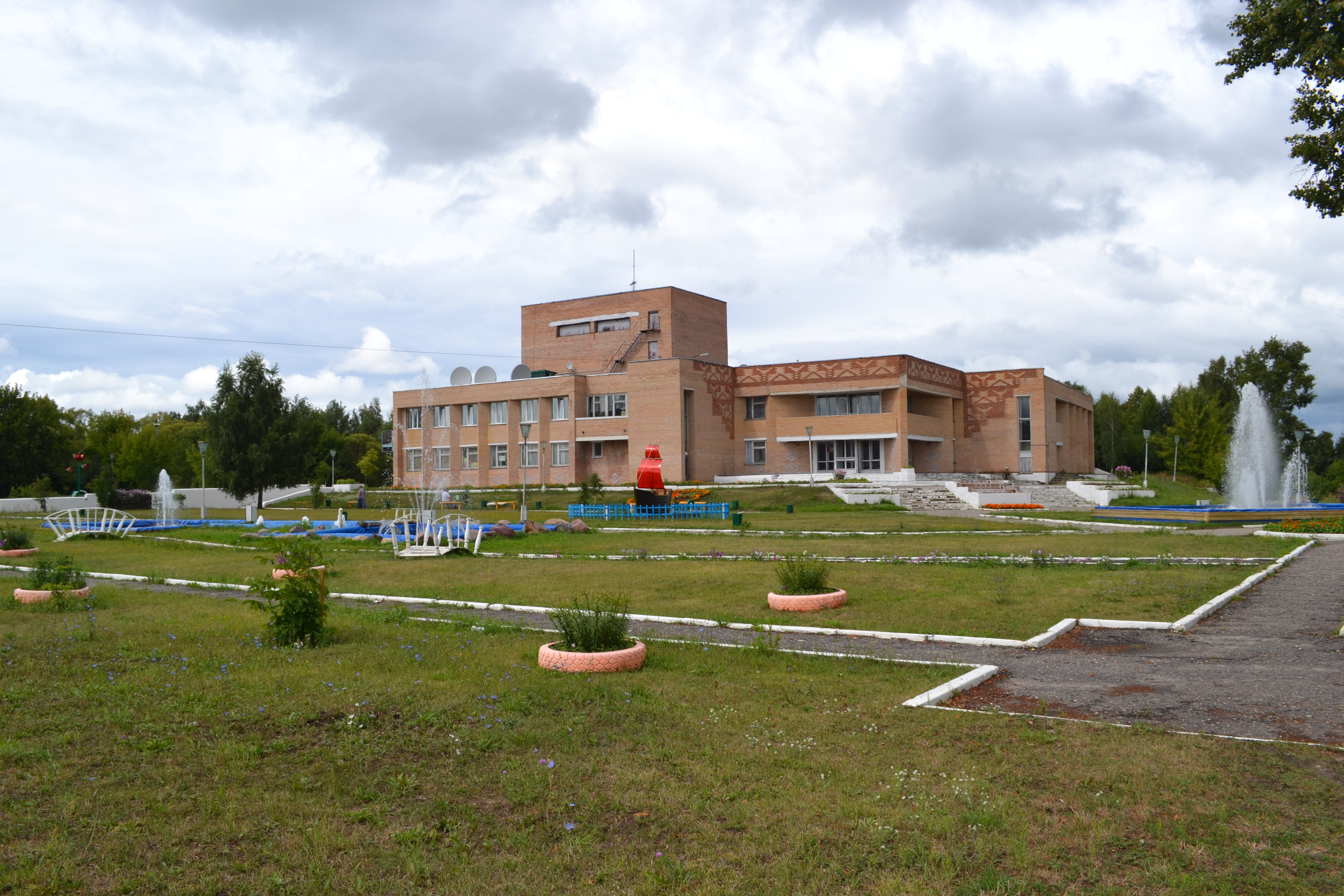
Дом культуры
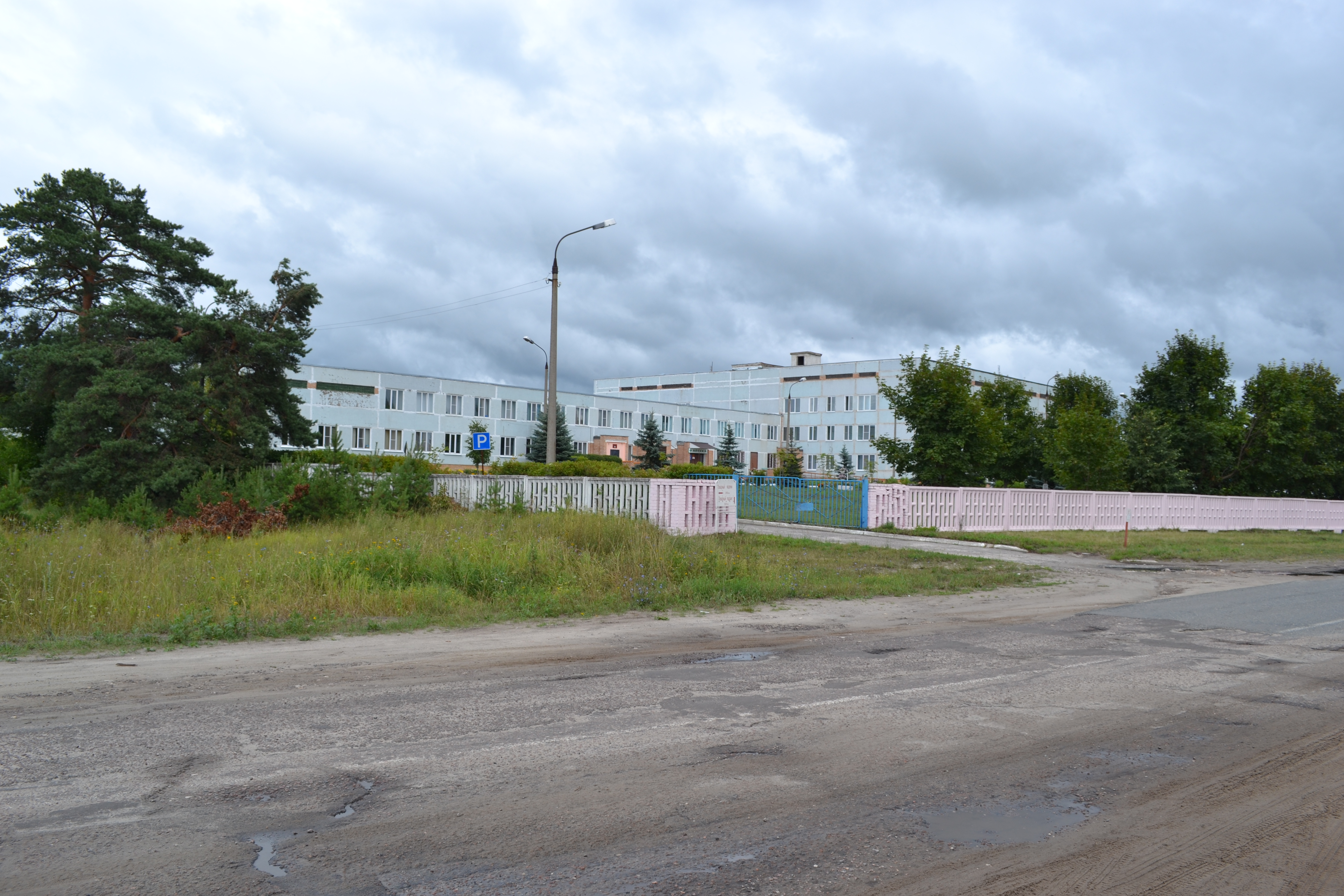
Больница

## Транспорт
Через Дмитровский Погост проходит автомобильная дорога регионального значения Р106 Куровская — Шатура — Дмитровский погост — Самойлиха, которая связана в 10 км южнее села с шоссе Р105 Москва — Касимов. Кроме того, от села начинаются две дороги общего пользования: Дмитровский Погост — Дерзсковская и Дмитровский Погост — Губино — Волосунино. В Дмитровском Погосте находится автостанция «Коробово».
Село связано автобусным сообщением с районным центром — городом Шатурой и станцией Кривандино (маршруты № 27, № 130 и № 579), городом Егорьевском (маршрут № 49, «Дмитровский Погост — Егорьевск») и городом Москвой (маршрут № 313, «Дмитровский Погост — Москва (м. Выхино)»), а также с ближайшими населёнными пунктами: селом Шарапово (маршрут № 21, «Дмитровский Погост — Шарапово»), посёлком Радовицкий Мох (маршрут № 42, «Дмитровский Погост — Радовицкий Мох»), деревнями Перхурово (маршрут № 40, «Дмитровский Погост — Перхурово»), Волосунино и Тельма (маршрут № 41, «Волосунино — Дмитровский Погост — Тельма»). Ближайшая железнодорожная станция Кривандино Казанского направления находится в 31 км по автомобильной дороге.
В селе доступна сотовая связь (2G и 3G), обеспечиваемая операторами «Билайн», «МегаФон» и «МТС». В селе работает отделение почтовой связи ФГУП «Почта России», обслуживающее жителей населённых пунктов Дмитровского сельского поселения.

## Известные уроженцы и жители
- Тихонов Георгий Иванович — российский государственный деятель.